# Robert Avril
Robert Avril (Perpinyà, 1949 - Perpinyà, 16 de març de 2010) fou un editor, polític i activista cultural nordcatalà. Estava casat amb Maria Àngels Falqués i treballà com a dentista.
Fou militant destacat de l'Esquerra Catalana dels Treballadors (ECT) i el 1981 fou un dels fundadors de Ràdio Arrels, emissora de ràdio que emetia íntegrament en català a la Catalunya del Nord. El 1985, juntament amb la seva esposa, va fundar la Llibreria Catalana de Perpinyà i l'editorial El Trabucaire, per tal de publicar, en català, occità o francès, llibres d'autors nord-catalans (Joan-Lluís Lluís, Joan-Daniel Bezsonoff, Aleix Renyé, Gerard Jacquet, Michel Sargatal) o bé traduccions del francès i occità al català. El 1995 fou responsable de l'obra col·lectiva Perpinyard, que sota el pseudònim Xargatal recollia els esmentats autors nordcatalans.
Políticament, després de la dissolució d'ECT fou membre d'Unitat Catalana, i durant un curt període a final dels anys 1980 fou president d'ERC a la Catalunya del Nord. Reconegut seguidor de la USAP de Perpinyà, va morir després d'una llarga malaltia.